# Jarosław Pietrzyk
Jarosław Kazimierz Pietrzyk (ur. 4 marca 1942 w Łodzi, zm. 27 listopada 1997 tamże) – polski działacz partyjny i państwowy, prezydent i wojewoda Łodzi (30 grudnia 1985–29 maja 1989). 
Ukończył studia na Politechnice Łódzkiej (1971), następnie studiował podyplomowo ekonomię (do 1976). W latach 1961–1981 zatrudniony na różnych stanowiskach (w tym partyjnych) w Fabryce Transformatorów i Aparatów Trakcyjnych „Elta” im. Batalionów PPR. Od 1981 do 1985 sekretarz ekonomiczny Komitetu PZPR w Łodzi. W 1985 awansował na stanowisko prezydenta miasta, które sprawował do 1989. Był jednocześnie wojewodą województwa miejskiego Łodzi.  
Odznaczony Krzyżem Kawalerskim Orderu Odrodzenia Polski, Srebrnym Krzyżem Zasługi oraz Medalem 40-lecia Polski Ludowej. 
Został pochowany na cmentarzu na Dołach. 